# Connettore IDC

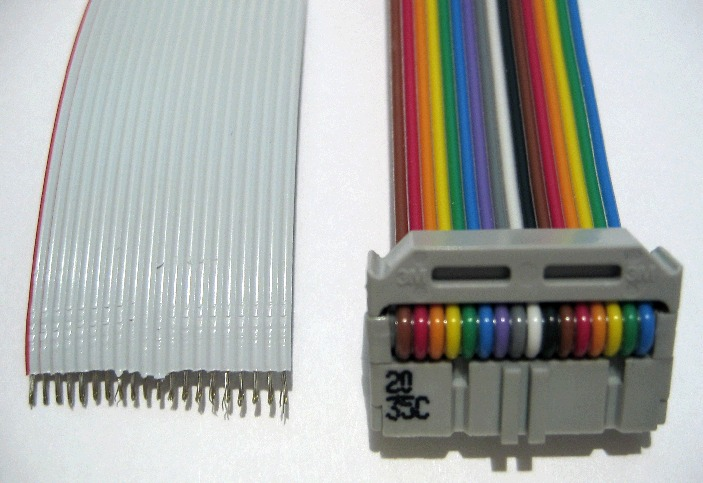
A sinistra un cavo a nastro grigio con trefoli esposti per saldatura su circuito stampato, a destra un cavo a nastro multicolore crimpato su un connettore IDC della 3M

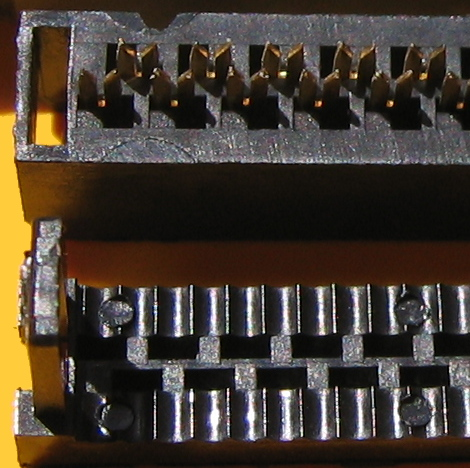
Le lame del contatto elettrico (dorate) all'interno del connettore IDC

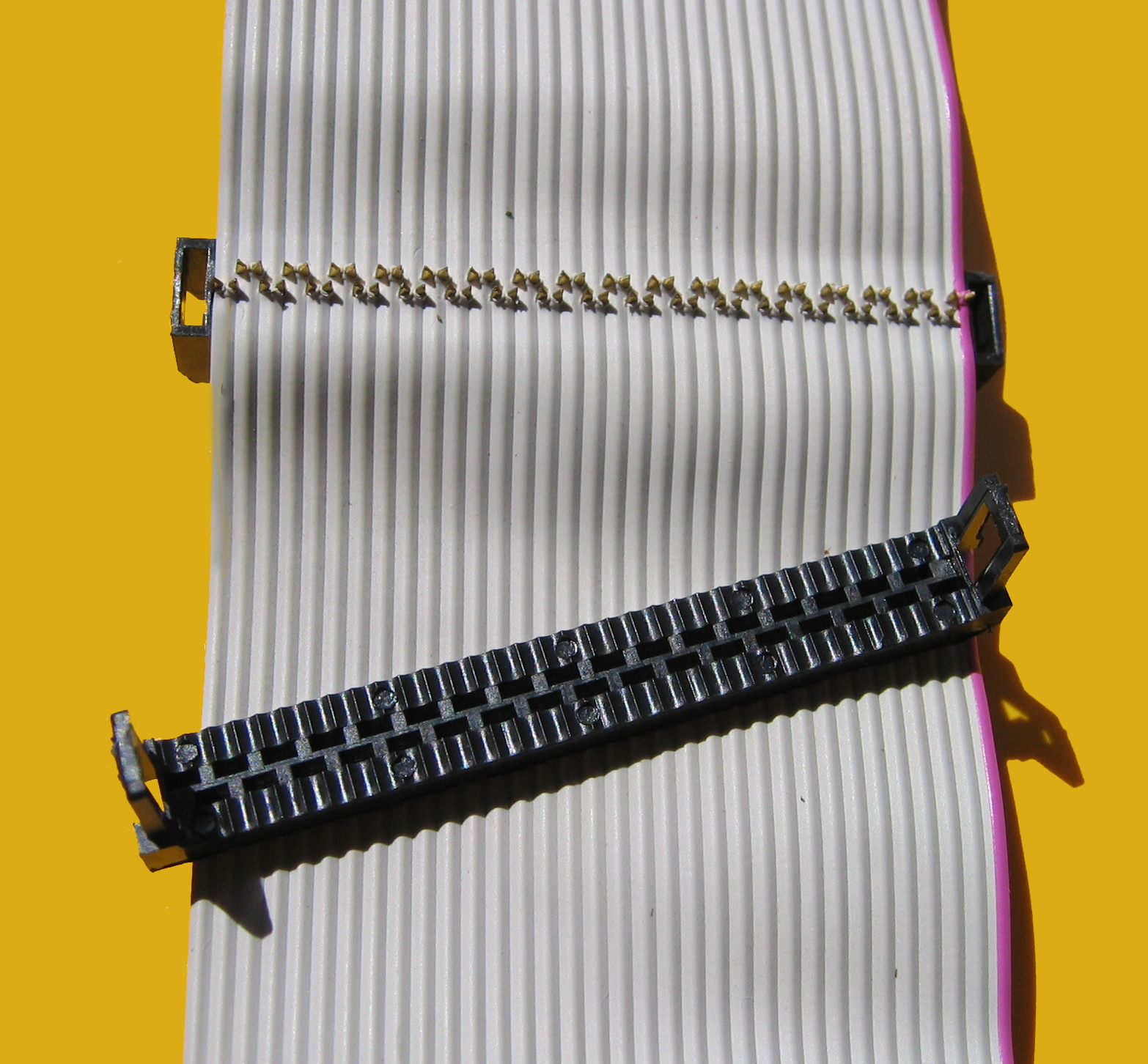
Il cavo a nastro con l'isolante perforato da un connettore IDC

Un Connettore IDC (insulation-displacement contact) anche noto come insulation-piercing contact (IPC) è un connettore elettrico disegnato per essere connesso ad un cavo elettrico (singolo o multiplo tipo "flat", cavo a nastro) mediante la crimpatura e la conseguente perforazione del materiale isolante posto attorno al filo interno elettrico.

## Storia
I connettori IDC si basano sulla tecnologia elettrica della crimpatura e della tecnica wire-wrap originariamente sviluppata dalla Western Electric e dalla Bell Telephone Labs ed altri.
Inizialmente usati per applicazioni in elettronica di segnale a basso voltaggio, vennero poi usati anche per segnali di potenza.

## Cavo a nastro

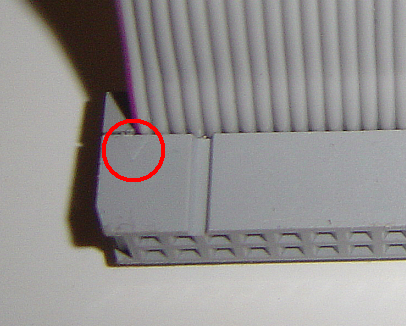
La marcatura "V" indica il pin 1

Il cavo a nastro è usato per il crimpaggio di connettori IDC multipolari fino a decine di contatti. Il pin 1 è generalmente indicato da una freccia o "V". L'equivalente pin 1 del cavo è solitamente colorato di rosso (su cavo grigio). Il pin 2 sul connettore è opposto al pin 1, il pin 3 è adiacente al pin 1 e così via per tutta la lunghezza del connettore, che copre la lunghezza anche del cavo a nastro.